# Komuna e Hoçishtit
Komuna e Hoçishtit är en kommun i Albanien.   Den ligger i prefekturen Qarku i Korçës, i den sydöstra delen av landet, 120 km sydost om huvudstaden Tirana.
Trakten runt Komuna e Hoçishtit består till största delen av jordbruksmark.  Runt Komuna e Hoçishtit är det ganska tätbefolkat, med 80 invånare per kvadratkilometer.